# آرام‌اس امپرس آو انگلند
آرام‌اس امپرس آو انگلند (به انگلیسی: RMS Empress of England) یک کشتی است که طول آن 640 ft (195.0m) می‌باشد. این کشتی در سال ۱۹۵۶ ساخته شد.